# راشتدورف
راشتدورف (به آلمانی: Rastdorf) یک شهر در آلمان است که در امسلاند واقع شده‌است. راشتدورف ۹۹۵ نفر جمعیت دارد.